# Jean-Jacques Tizié
Jean-Jacques Tizié (Abidjan, 1972. szeptember 7. –) elefántcsontparti válogatott labdarúgó és kézilabda kapus.

## Pályafutása

### A válogatottban
Elefántcsontpart első számú kapusa volt a 2006-os labdarúgó-világbajnokságon. 1995 és 2007 között 26 alkalommal lépett pályára a válogatottban.

## Külső hivatkozások
- Jean-Jacques Tizié Transfermarkt
- Jean-Jacques Tizié adatlapja a National-Football-Teams.com oldalon (angolul)